# حمام سيدي معمر
حمام سيدي معمر عين ماء طبيعية دافئة، تمتاز بنسبة ملحوظة من الكبريت، وهي تعدّ نظرا لذلك مركز استشفائيًا للأمراض الجلدية. يبعد حمام سيدي معمر حوالي 5 كم عن الطريق الوطنية رقم 3 وحوالي 10 كم عن مدينة حاجب العيون  وحوالي 55 كم عن مدينة القيروان.